# Uovo d'acciaio
L'Uovo d'acciaio (o Uovo militare in acciaio) è una delle uova imperiali Fabergé, un uovo di Pasqua gioiello che l'ultimo zar di Russia, Nicola II donò a sua moglie Aleksandra Fëdorovna Romanova.
Fu fabbricato a San Pietroburgo nel 1916 sotto la supervisione di Henrik Wigström, per conto del gioielliere russo Peter Carl Fabergé, della Fabergè.
Fabergé il 5 agosto 1916 emise una fattura di 13.347 rubli per l'Uovo dell'Ordine di San Giorgio e l'Uovo d'acciaio, quest'ultimo non ha mai lasciato la Russia ed è custodito nell'Armeria del Cremlino a Mosca.

## Descrizione
L'uovo, con il suo supporto, è alto 16,7 cm. ed è fatto d'acciaio, oro e nefrite.
Due lisce fasce orizzontali dividono il guscio in tre sezioni, quella centrale è decorata con placche d'oro traforate che raffigurano:
- San Giorgio che uccide il drago incorniciato da una losanga di foglie d'alloro;
- la data "1916" in un circolo d'alloro;
- l'emblema russo, costituito da un'aquila bicipite sotto tre corone;
- il monogramma della zarina Aleksandra Fëdorovna, anch'esso in un circolo d'alloro.

Sopra I'uovo, al centro di un altro circolo d'alloro, è posta una corona d'oro.
Il supporto è costituito da una base quadrata di nefrite a due livelli con sopra quattro proiettili di artiglieria in miniatura, d'acciaio, sulle cui punte poggia l'uovo.
L'acciaio era originariamente annerito e reso opaco dall'ossidazione, è possibile che tale finitura si sia deteriorata nel corso degli anni nel deposito dell'Armeria e che, per evitare danni peggiori, l'uovo sia stato lucidato rendendolo argenteo e levigato come appare oggi.

### Sorpresa
Nell'uovo è inserito un cavalletto d'acciaio, che reca il monogramma della zarina Aleksandra Fëdorovna e sul quale è posta una miniatura raffigurante lo zar Nicola II e suo figlio, in uniforme militare al fronte.
La miniatura, dipinta su avorio da Vassily Zuiev, è racchiusa in una cornice in oro e smalto drappeggiata con il nastro arancione e nero e la croce bianca dell'Ordine di San Giorgio, sormontati da una corona d'oro.

## Contesto storico
A causa della guerra quell'anno Fabergé dovette chiudere i suoi laboratori perché tutti i suoi artigiani erano al fronte ed ai gioiellieri era vietato lavorare materiali come oro e argento.
D'altra parte sembrava inopportuno che la famiglia imperiale comprasse costose opere d'arte mentre il paese e la sua gente soffrivano a causa della guerra.
Nel 1916 Nicola II, che era al fronte lontano da casa, con un telegramma chiese a Fabergé di consegnare l'uovo di quell'anno per la zarina a Carskoe Selo;
alla vigilia di Pasqua Eugène Fabergé, agendo per l'ultima volta in nome di suo padre, fu ricevuto dalla zarina alla quale diede quello che doveva essere uno dei più semplici oggetti mai fatti da Fabergé per la famiglia imperiale: un uovo d'acciaio brunito con le iniziali della zarina in oro.
Alexandra inviò a Nicola II al fronte un telegramma dove, tra l'altro, scrisse: "Fabergé ha appena portato il tuo delizioso uovo, per il quale Ti ringrazio mille volte. Il gruppo in miniatura è meraviglioso e tutti i ritratti sono eccellenti", in quel tempo fu uno dei pochi messaggi positivi della Zarina al marito.

### Ordine di San Giorgio
L'Uovo d'acciaio allude all'Ordine di San Giorgio nella decorazione a forma di losanga sul guscio e in quella della cornice della sorpresa.
Lo stesso anno Fabergé aveva creato l'Uovo dell'Ordine di San Giorgio che celebrava la Medaglia di San Giorgio di quarta classe, da indossare con nastro, conferita il 17 ottobre 1915 allo zarevic e la Croce di quarta classe dell'Ordine Imperiale di San Giorgio della quale il 25 ottobre 1915 era stato insignito lo zar Nicola II, nella sua qualità di comandante supremo delle forze russe, su raccomandazione del maggior generale principe Anatolij Bariatinskii.